# بيل كرونين
بيل كرونين (بالإنجليزية: Bill Cronin)‏ هو لاعب كرة قاعدة أمريكي، ولد في 26 ديسمبر 1902 في West Newton, Massachusetts ‏ في الولايات المتحدة، وتوفي في 26 أكتوبر 1966 في نيوتن في الولايات المتحدة.

## وصلات خارجية
- بيل كرونين على موقعبيزبول رفرنس.كوم (الدوري الرئيسي) (الإنجليزية)